# Juan Gisbert
Juan Gisbert (Barcellona, 5 aprile 1942) è un ex tennista spagnolo.

## Carriera
In singolare ha vinto un titolo su sette finali raggiunte, tra quelle perse spicca l'Australian Championships 1968 dove si arrese in quattro set a Bill Bowrey.
In doppio forma un team vincente con il connazionale Manuel Orantes e insieme riescono a conquistare il Masters di fine anno. In totale ha vinto ventitré tornei in questa specialità, tredici insieme ad Orantes.
Alle Olimpiadi del 1968 in cui il tennis era solo uno sport dimostrativo ha raggiunto la finale del doppio maschile insieme a Manuel Santana.
In Coppa Davis ha giocato sessantanove match con la squadra spagnola vincendone quarantacinque.

## Statistiche

### Singolare

#### Vittorie (1)
| Numero | Anno | Torneo                               | Superficie | Avversario in finale | Punteggio     |
| 1.     | 1975 | Shreveport International, Shreveport |            | Wojciech Fibak       | 6–3, 5–7, 6–1 |

### Doppio

#### Vittorie (23)
| Numero | Anno | Torneo                                            | Superficie  | Compagno          | Avversari in finale                     | Punteggio                |
| 1.     | 1971 | Clean Air Classic, New York                       | Indoor      | Manuel Orantes    | Jimmy Connors Haroon Rahim              | 7–6, 6–2                 |
| 2.     | 1971 | U.S. Indoor National Championships, Salisbury     | Cemento (i) | Manuel Orantes    | Clark Graebner Thomaz Koch              | 6–3, 4–6, 7–6            |
| 3.     | 1971 | Torneo Godó, Barcellona                           | Terra rossa | Željko Franulović | Cliff Drysdale Andrés Gimeno            | 7–6, 6–2, 7–6            |
| 4.     | 1972 | Brussels Outdoor, Bruxelles                       | Terra rossa | Manuel Orantes    | Patricio Cornejo Jaime Fillol           | 9–7, 6–3                 |
| 5.     | 1972 | South of England Championships, Eastbourne        | Erba        | Manuel Orantes    | Nicholas Kalogeropoulos Andrew Pattison | 8–6, 6–2                 |
| 6.     | 1972 | Torneo Godó, Barcellona (2)                       | Terra rossa | Manuel Orantes    | Frew McMillan Ilie Năstase              | 6–3, 3–6, 6–4            |
| 7.     | 1973 | Roanoke International Tennis, Roanoke             | Cemento     | Jimmy Connors     | Ian Fletcher Butch Seewagen             | 6–0, 7–6                 |
| 8.     | 1973 | ATP Barcellona, Barcellona                        | Terra rossa | Manuel Orantes    | Mike Estep Ion Țiriac                   | 6–4, 7–6                 |
| 9.     | 1973 | Monte Carlo Masters, Monte Carlo                  | Terra rossa | Ilie Năstase      | Georges Goven Patrick Proisy            | 6–2, 6–2, 6–2            |
| 10.    | 1973 | British Hard Court Championships, Bournemouth     | Terra rossa | Ilie Năstase      | Adriano Panatta Ion Țiriac              | 6–4, 8–6                 |
| 11.    | 1973 | Paris Masters, Parigi                             | Cemento (i) | Ilie Năstase      | Arthur Ashe Roscoe Tanner               | 6–2, 4–6, 7–5            |
| 12.    | 1974 | British Hard Court Championships, Bournemouth (2) | Terra rossa | Ilie Năstase      | Corrado Barazzutti Paolo Bertolucci     | 6–4, 6–2, 6–0            |
| 13.    | 1974 | Torneo Godó, Barcellona (3)                       | Terra rossa | Ilie Năstase      | Manuel Orantes Guillermo Vilas          | 3–6, 6–0, 6–2            |
| 14.    | 1975 | Boca West International, Boca Raton               | Cemento     | Clark Graebner    | Jürgen Fassbender Ion Țiriac            | 6–2, 6–1                 |
| 15.    | 1975 | Shreveport International, Shreveport              |             | William Brown     | János Benyik Róbert Machán              | 6–4, 6–4                 |
| 16.    | 1975 | ATP Barcellona, Barcellona (2)                    | Terra rossa | Manuel Orantes    | Paul Kronk Nikki Spear                  | 6-7, 6-2, 6-4            |
| 17.    | 1975 | British Hard Court Championships, Bournemouth (3) | Terra rossa | Manuel Orantes    | Syd Ball Dick Crealy                    | 8–6, 6–3                 |
| 18.    | 1975 | Hamburg Masters, Amburgo                          | Terra rossa | Manuel Orantes    | Wojciech Fibak Jan Kodeš                | 6–3, 7–6                 |
| 19.    | 1975 | U.S. Men's Clay Court Championships, Indianapolis | Terra rossa | Manuel Orantes    | Wojciech Fibak Hans-Jürgen Pohmann      | 7–5, 6–0                 |
| 20.    | 1975 | Aryamehr Cup, Tehran                              | Terra rossa | Manuel Orantes    | Bob Hewitt Frew McMillan                | 7–5, 6–7, 6–1, 6–4       |
| 21.    | 1975 | Indian Open, Calcutta                             | Terra rossa | Manuel Orantes    | Anand Amritraj Vijay Amritraj           | 1–6, 6–4, 6–3            |
| 22.    | 1976 | Trofeo Lois, Valencia                             | Terra rossa | Manuel Orantes    | Corrado Barazzutti Antonio Zugarelli    |                          |
| 23.    | 1976 | BMW Open, Monaco di Baviera                       | Terra rossa | Manuel Orantes    | Jürgen Fassbender Hans-Jürgen Pohmann   | 1–6, 6–3, 6–2, 2–3, rit. |